# یانا دیته‌تووا
یانا دیته‌تووا (چکی: Jana Dítětová؛ ‏ ۷ اکتبر ۱۹۲۶ – ۹ نوامبر ۱۹۹۳) بازیگر اهل جمهوری چک بود.
از فیلم‌ها یا برنامه‌های تلویزیونی که وی در آن نقش داشته‌است، می‌توان به حلقه ازدواج اشاره کرد.